# ベラルーシ人の一覧
ベラルーシ人の一覧（ベラルーシじんのいちらん）は、現在のベラルーシ出身者の一覧。中世以降のリトアニア政府による招聘と、ロシアによる居住地設定のために、ユダヤ人人口が非常に多かった。リトアニアとともに、エコール・ド・パリで活躍した人物も多い。

## 五十音一覧

### ア行
- エヴノ・アゼフ - 革命家。ユダヤ系
- イザベッラ・アファナシイェヴナ・ヴェンゲーロヴァ（イザベラ・ヴェンゲーロヴァ） - ピアニスト。ユダヤ系
- アンドレイ・アルロフスキー - 総合格闘家
- ユーリー・アベレフ - ロシアの大衆歌謡作曲家、ユダヤ系
- ジョレス・アルフョーロフ - 物理学者。ユダヤ系。ノーベル物理学賞(2000年)
- スヴェトラーナ・アレクシエーヴィッチ - 作家。
- シュロイメ・アンスキー - イディッシュ語作家
- メアリー・アンティン - ポロツク出身のイギリスの作家。ユダヤ系

- アレクセイ・イグナショフ - キックボクサー

- ゾラフ・ヴァルハフティク（バルハフティク） - ラビ・法律家、国民宗教党党首、イスラエル宗教大臣。ホロコースト中の難民の一人
- レフ・ヴィゴツキー（レフ・ビゴツキー） - 心理学者。ユダヤ系
- イマヌエル・ヴェリコフスキー - 歴史家、心理療法家。ユダヤ系
- ヴィクトル・ヴォヤチッチ（ロシア語)（英語)（ベラルーシ語) - 歌手。ウクライナのハルキウ(ハリコフ)生まれだが、戦後のベラルーシで活躍、ソ連時代のベラルーシ（ベロルシア）共和国人民芸術家。1973年、第2回東京音楽祭出演のため来日の際は「ビクトール・ヴォヤチッチ」と紹介されたが、姓の原発音は「ヴヤチッチ」に近い。

- LSP (バンドグループ)（ロシア語版） -  ベラルーシを拠点に活動するバンドグループ

### カ行
- イツハク・カッツェネルソン - イディッシュ語作家
- ミシェル・キコイーヌ - 画家。ユダヤ系

- ギンヅブルク家
  - オシップ（ヨシフ・エヴゼル）・ギンヅブルク - ギュンツブルク家初代とされる。慈善家、銀行家
    - ゴラツィー・ギンズブルク - ウクライナ出身。実業家、慈善家、ロシア帝国の圧政下のユダヤ教徒のための闘士
      - ダヴィト・ギンヅブルク - ウクライナ出身

- モイセイ・ギンズブルク - 建築家。ヴェスニン兄弟の同僚。ユダヤ系

- ヤンカ・クパラ - ベラルーシ語作家
- ヤコブ・ベン・ヴォルフ・クランツ（ドゥブノのヤンケフ・クランツ、ドゥブネル・マギッド - マッギード
- セルゲイ・グール - キックボクサー
- ルイス・グルーエンバーグ - 作曲家。ユダヤ系
- ピンクス・クレメーニュ - 画家。ユダヤ系
- アンドレイ・グロムイコ

- グリゴリー・ゲルシューニ - 革命家。社会革命党（エスエル）の創設者のひとり。ユダヤ系

- モリス・ラファエル・コーエン - 哲学者。ユダヤ系
- ヨシフ・ゴシケヴィッチ - 函館駐在ロシア公使。
- ヤクブ・コラス - ベラルーシ語作家

### サ行
- オシップ・ザッキン（ザツキン、ザトキン、ツァトキン） - 彫刻家。ユダヤ系
- デイヴィッド・サーノフ - アメリカの放送会社経営者。ユダヤ系
- オスカー・ザリスキー（アシェル・ザリツキー）
- リャディのシュネウル・ザルマン - ラビ、ハバド・ルバヴィッチ・ハシディズムの創設者。

- フェリックス・ジェルジンスキー
- ビタリー・シェルボ - 体操
- セルゲイ・シドルスキー - 政治家
- ニコライ・シャクラ
- イツハク・シャミル

- スタニスラフ・シュシケビッチ
- オットー・シュミット - ソ連の学者。探検家でもあった

- マルク・シャガール - 画家。ユダヤ系
- ザルマン・シャザール（シュネウル・ザルマン・ロプショフ） - イスラエルの政治家

- フランチスク・スコリナ
- ハイム・スーチン - 画家。ユダヤ系
- ジナイダ・スタルスカヤ - 女子自転車競技選手
- メンデレ・スフォリム
- ナターシャ・ズベレワ
- ペレツ・スモレンスキン - ヘブライ語作家、シオニズム活動家

- ヤコフ・ゼルドヴィッチ（ゼリドヴィチ） - 天体物理学者。ゼルドヴィッチのパンケーキで知られる。ユダヤ系

### タ行
- アナトリー・チュバイス
- シュロモ・ツェイトリン（ソロモン・ツァイトリン） - ラビ、宗教学者
- デイヴィッド・ドゥビンスキー - アメリカの労働運動指導者。ユダヤ系
- シモン・ドゥブノフ - ユダヤ思想家

### ハ行
- レオン・バクスト - 画家。ユダヤ系
- レナ・ハデス - 画家。ユダヤ系
- イジ・ハリク - イディッシュ語作家

- デイヴィッド・ピンスキ - イディッシュ語作家
- モーリス・ガーション・ヒンドゥス - アメリカの作家。ユダヤ系

- ミハイル・プリセツキー（ロシア語版、英語版） - ソ連時代の外交官。ユダヤ系。経済活動家でもあった
- アレクサンドル・フレブ - サッカー選手

- レオニド・ヘイフェッツ - 芸術監督
- メナヘム・ベギン - イスラエルの政治家
- シモン・ペレス
- エリエゼル・ベン＝イェフダー
- スベトラーナ・ボギンスカヤ - 体操選手
- ミハイル・ボロジーン（ボロディン） - 政治家。ユダヤ系
- シメオン・ポロツキー - ロシアの作家

### マ行
- ウラジミール・マティシェンコ - 総合格闘家。
- アレクサンドル・マルトゥィーノフ（マルトゥイノフ） - 革命家。ユダヤ系
- レオニト・マンデリシュタム - 物理学者。ユダヤ系
- アダム・ミツキェヴィチ - リトアニア系ポーランド人
- マックス・ミルヌイ - テニス選手
- ニコライ・マクシモヴィチ・ミンスキー  - デカダン派詩人。ユダヤ系
- ルイス・メイアー - ハリウッド関係者。ユダヤ系
- メンデレ・モイヘル・スフォリム（ヤコフ・アブラモヴィチ） - イディッシュ語作家

### ヤ行
- ユーリー・ヤンケレヴィチ - ヴァイオリニスト。イリヤ・カーラーの師。ユダヤ系

### ラ行
- マイヤー・ランスキー - アメリカのギャング。ユダヤ系
- アレクサンドル・ルカシェンコ - 政治家
- エフィム・ルビンチク（ロシア語版） - ソ連時代の技術長官。ユダヤ系。スターリン賞受賞者
- エル・リシツキー - 画家。ユダヤ系
- アブラハム・レイゼン - ヘブライ語作家
- リホール・レリェス（グリゴリー・レレス、グリゴリー・ソロモノヴィチ・ヒルシュ） - イディッシュ語・ベラルーシ語作家

### 在外
- マリア・シャラポワ - プロテニス選手。ロシア国籍、アメリカ合衆国在住。
- エプスタイン兄弟 - ニューヨークのクレズマー楽団
- スラヴァ（ヴャチェスラフ・カガン＝パレイ）- 歌手。イスラエル国籍。